# Artemisia campestris
Artemisia campestris, la escobilla parda, bocha o tomillo, es una especie  perteneciente a la familia de las asteráceas.

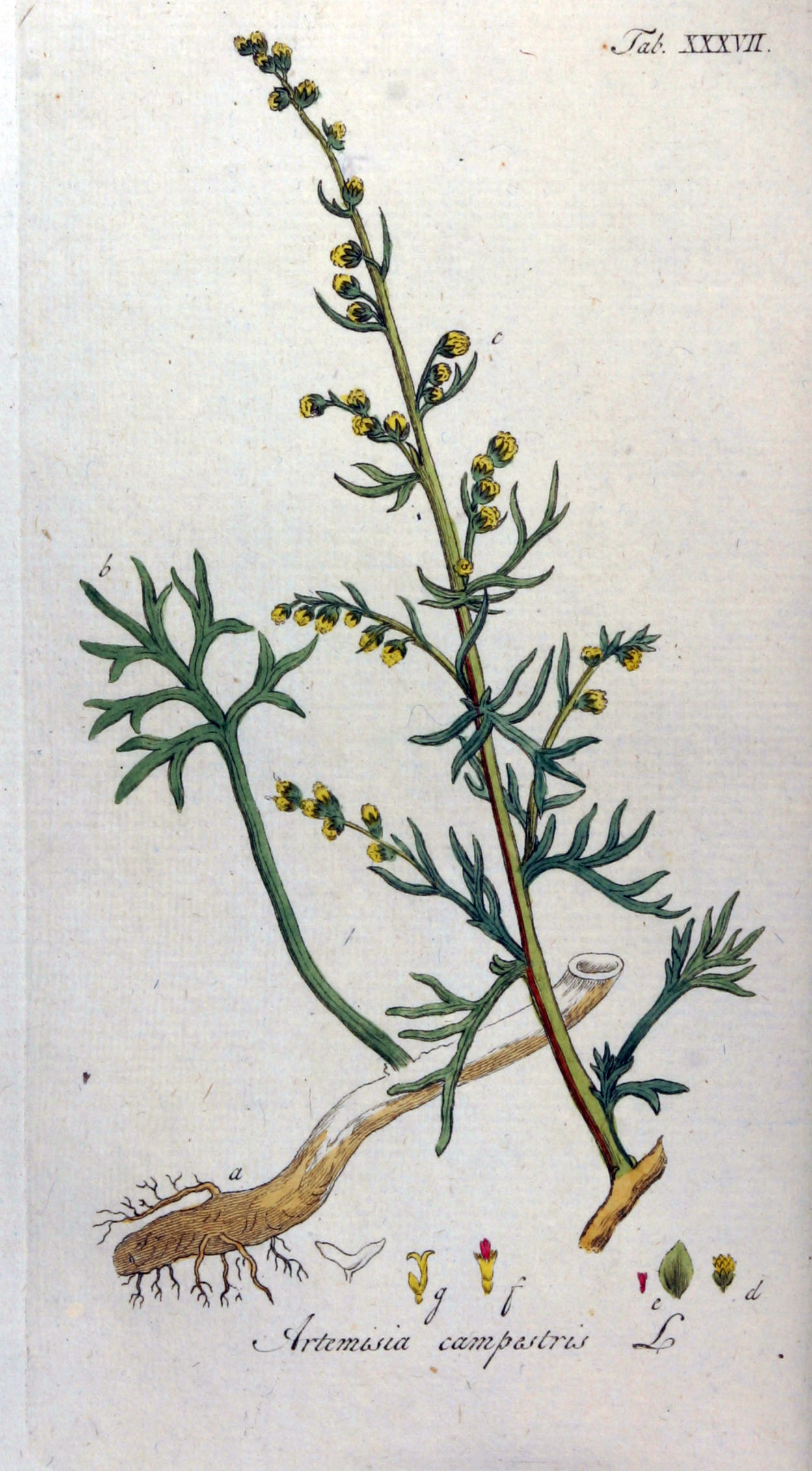
Ilustración

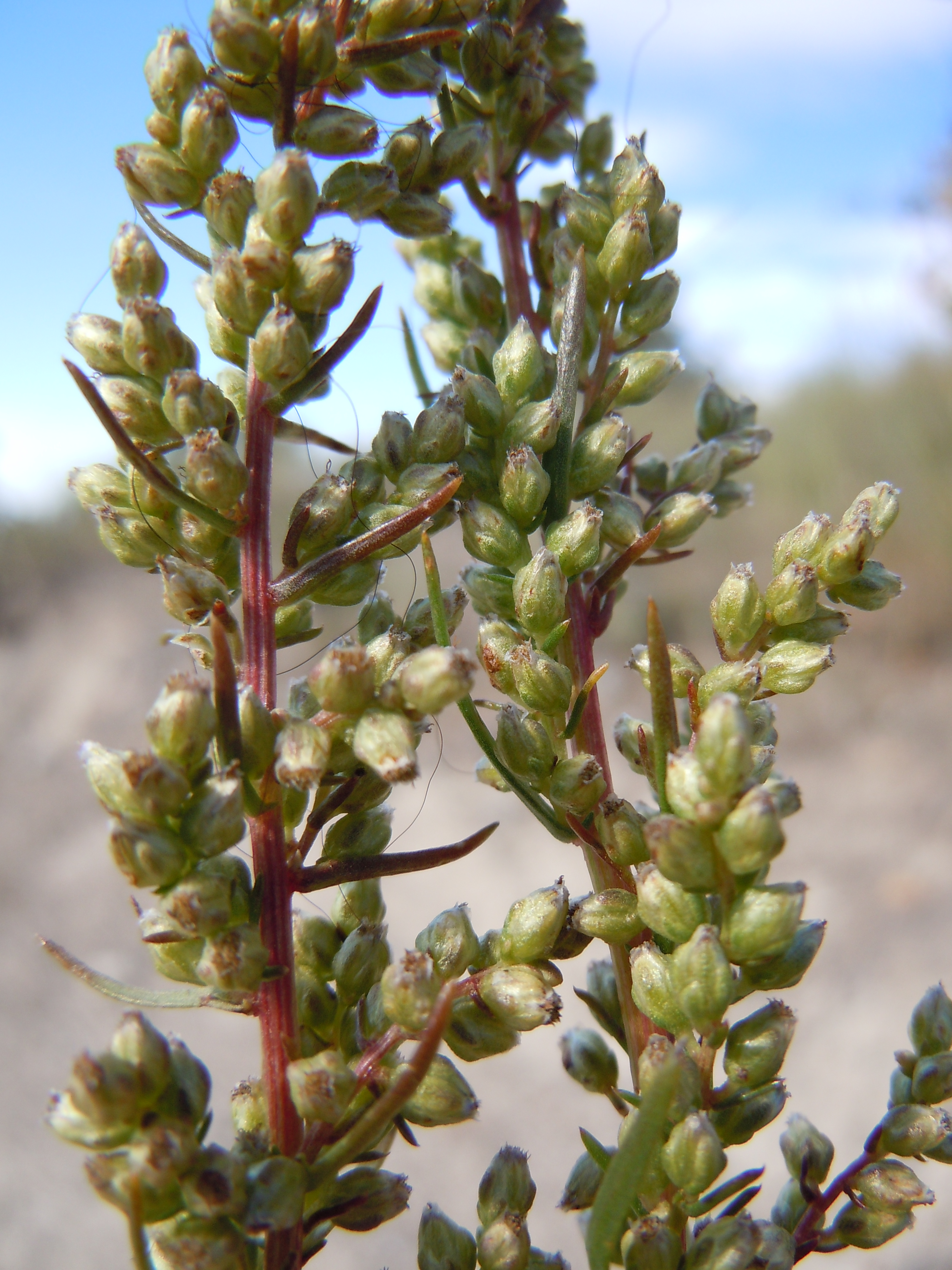
Inflorescencia

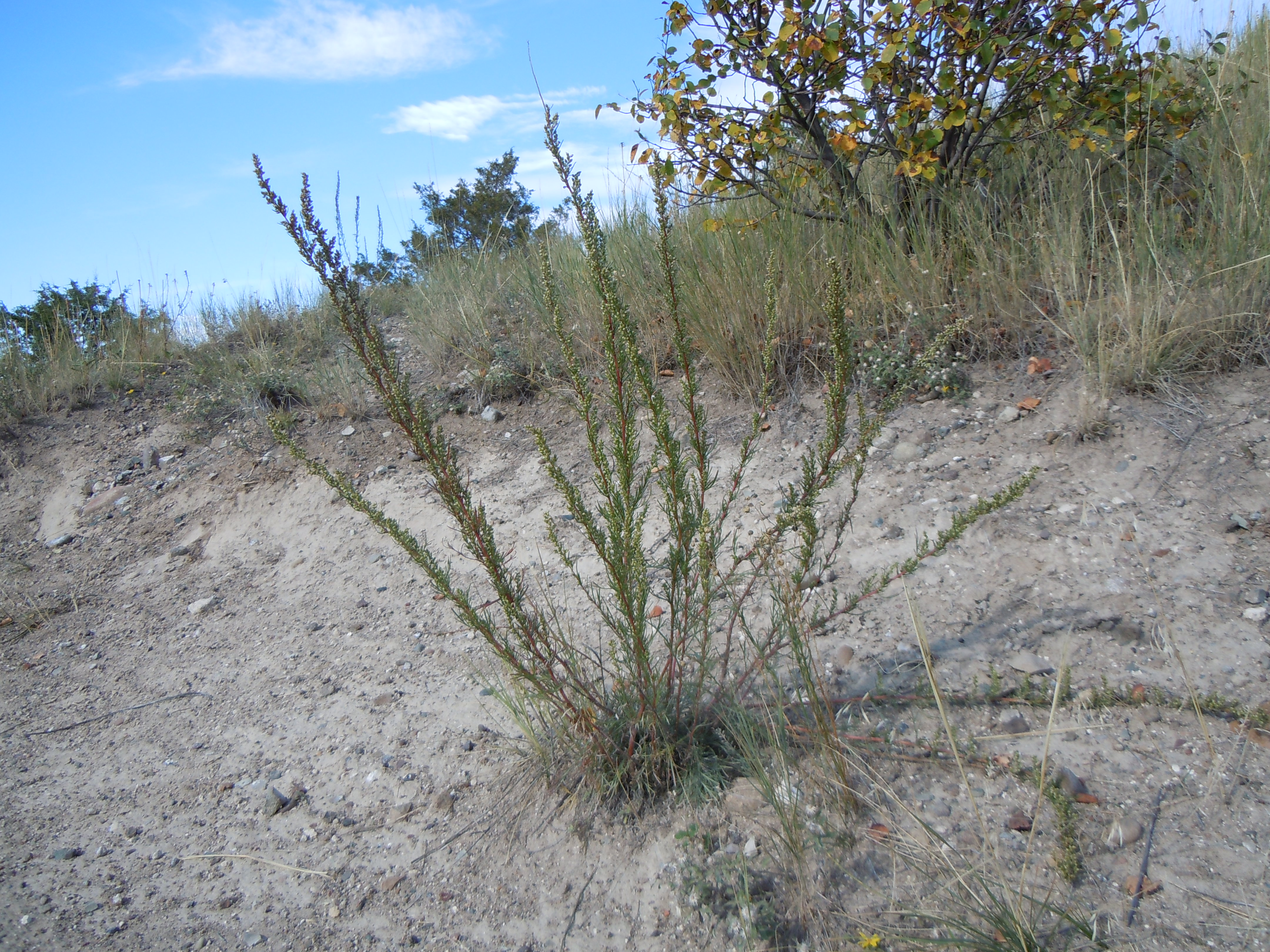
En su hábitat

## Descripción
Es una planta perenne, inodora con rizoma leñoso rastrero y penachos de brotes que no florecen; tallos florales de hasta 80 cm o más, ramosos por arriba. Hojas de pelo plateado mientras son jóvenes; hojas basales bi-tridivididas, pecioladas, las superiores menos divididas, las más altas lineales. Capítulos amarillos o rojos, ovados, 3-4 mm de diámetro, numerosos en una inflorescencia larga ramosa. Brácteas involucrales lampiñas, con márgenes escariosos anchos. Florece entre agosto y septiembre.

## Distribución y hábitat
En toda Europa. Habita en lugares secos, praderas pobres y dunas. La subespecie glutinosa en matorrales mediterráneos aclarados subnitrófilos y en medios ruderal viarios de zonas con ombroclima seco o subhúmedo entre el nivel del mar y 1.500 m, y tiene una distribución mediterránea occidental.

## Importancia económica y cultural
Usos
Las raíces  de la subespecie glutinosa se utilizan en etnobotánica como amargo-tónicas, antisépticas urinarias, antihelmínticas y coleréticas. Por vía externa se emplea en la preparación de locones antipruriginosas y para baños indicados en leucorreas y úlceras varicosas. Las hojas tienen una acción amargo-tónica muy marcada. Nota: "No es recomendable su uso por vía interna ya que fácilmente se alcanzan dosis tóxicas ". Para uso externo se emplea la decocción de las raíces en agua en la proporción del 3 al 5 %.
De acuerdo con la medicina popular el Ajenjo de campo tiene las siguientes propiedades medicinales:::
- abortivo;
- Antihelmíntico: (elimina varios tipos de gusanos o parásitos helmintos);
- Antiséptico: (propiedades para prevenir o retrasar el desarrollo de los microbios);
- Colagogo: (facilita la secreción de la bilis al intestino);
- Emenagogo: (regula el flujo menstrual);
- Oftálmico: (cura enfermedades de los ojos);
- Estomacal: (ayuda a la función digestiva);
- Tónico: (fortalece el cuerpo en general).

## Taxonomía
Artemisia campestris fue descrita por Carlos Linneo y publicado en Species Plantarum 2: 846. 1753.
Etimología
Hay dos teorías en la etimología de Artemisia: según la primera, debe su nombre a Artemisa, hermana gemela de Apolo y diosa griega de la caza y de las virtudes curativas, especialmente de los embarazos y los partos. según la segunda teoría, el género fue otorgado en honor a Artemisia II, hermana y mujer de Mausolo, rey de la Caria, 353-352 a. C., que reinó después de la muerte del soberano. En su homenaje se erigió el Mausoleo de Halicarnaso, una de las siete maravillas del mundo. Era experta en botánica y en medicina.
campestris: epíteto latino que significa "del campo".
Variedades
- Artemisia campestris subsp. alpina (DC.) Arcang.
- Artemisia campestris subsp. borealis (Pall.) H.M.Hall & Clem.
- Artemisia campestris subsp. bothnica
- Artemisia campestris subsp. bottnica Lundstr. ex Kindb.
- Artemisia campestris subsp. glutinosa (Besser) Batt.
- Artemisia campestris subsp. inodora Nyman
- Artemisia campestris subsp. lednicensis (Spreng.
- Artemisia campestris subsp. maritima (DC.) Arcang.
- Artemisia campestris subsp. pacifica (Nutt.) H.M.Hall & Clem.
- Artemisia campestris subsp. variabilis (Ten.) Greuter

Sinonimia
- Artemisia dniproica Klokov
- Artemisia glutinosa J.Gai ex Besser
- Artemisia inodora M.Bieb., non Mill.
- Artemisia jussieana J.Gai ex Besser
- Artemisia marschallian Spreng.
- Artemisia sericophylla Rupr.
- Artemisia variabilis Ten.[7]
- Artemisia caudata Michx.
- Artemisia caudata var. 'calvens' Lunell
- Artemisia caudata f. forwoodii (S.Watson) J.Rousseau
- Artemisia caudata var. 'majuscula' J.Rousseau
- Artemisia caudata f. pubera J.Rousseau
- Artemisia caudata var. 'rydbergiana' B.Boivin
- Artemisia clausonis Pomel
- Artemisia commutata var. 'richardsoniana' (Besser) Besser
- Artemisia cordata
- Artemisia forwoodii S.Watson
- Artemisia forwoodii var. 'calvens' (Lunell) Lunell
- Artemisia odoratissima Desf.
- Artemisia sosnovskyi Krasch.
- Oligosporus campestris (L.) Cass.
- Oligosporus campestris subsp. caudatus (Michx.) W.A.Weber
- Oligosporus caudatus (Michx.) Poljakov[8]

Híbridos
- Artemisia borealis Pallas var. allionii (DC.) Beauverd. - Probable híbrido de la subespecie borealis con Artemisia nitida Bertold.
- Artemisia × csepelensis Simonk. ex Jáv. (1925) – híbrido con Artemisia capillaris.
- Artemisia × gapensis Rouy (1903) - híbrido con  Artemisia chamaemelifolia.
- Artemisia × godronii Bonnier in Bonnier & Douin (1922) – híbrido con  Artemisia atrata
- Artemisia × hybrida Dvorák - híbridu con  Artemisia vulgaris
- Artemisia × perrieri Petitmengin (1906) - híbrido con  Artemisia umbelliformis
- Artemisia × subsericea (Jordan & Fourr.) Rouy (1903) – híbrido con  Artemisia alba
- Artemisia × wolfii Petitmengin (1896) - híbrido con  Artemisia absinthium

## Nombre común
- Castellano: abrótano del campo, abrótano macho silvestre, abrótano menudo, ajenjo, artemisia, aurora de los campos, boja negra, cominera, cominillo, escoba de cominillo, escobas bojariegas, escobilla parda, terrero, tomillo, tomillo de anís, tomillo de escobas.[9]